# جشنواره ریفکین (فیلم)
جشنواره ریفکین (Rifkin's Festival) یک فیلم کمدی محصول سال ۲۰۲۰ به نویسندگی و کارگردانی وودی آلن است. این فیلم محصول مشترک آمریکا-اسپانیا-ایتالیا است و والاس شاون، النا آنایا، لوئیس گارل، جینا گرشون، سرگی لوپز و کریستوف والتز در آن بازی می‌کنند. این فیلم برای نخستین بار در شصت و هشتمین جشنواره جهانی فیلم سن سباستین در ۱۸ سپتامبر ۲۰۲۰ به نمایش درآمد و در تاریخ ۲ اکتبر ۲۰۲۰ توسط Tripictures در اسپانیا به نمایش درآمد. خلاصه داستان کوتاهی در گاردین در ۴ سپتامبر ۲۰۱۹ به شرح زیر منتشر شد: «جشنواره ریفکین از یک رویداد سالانه به عنوان پس‌زمینه یک کمدی عاشقانه بهره می‌برد و دربارهٔ زن و شوهری است که در هنگام حضور در شهر محل برگزاری جشنواره فیلم سن سباستین دلباخته یکدیگر می‌شوند"
در ۲۸ ژانویه ۲۰۲۲، این فیلم نمایش محدودی را در سینماهای ایالات متحده و در سرویس‌های پخش آغاز کرد.